# Han-lès-Juvigny
Han-lès-Juvigny ist eine französische Gemeinde mit 125 Einwohnern (Stand: 1. Januar 2022) im Département Meuse in der Region Grand Est (bis 2015 Lothringen). Sie gehört zum Arrondissement Verdun und zum Kanton Montmédy.

## Geografie
Die Gemeinde Han-lès-Juvigny liegt in einer engen Flussschleife des Loison, fünf Kilometer südwestlich von Montmédy nahe der Grenze zu Belgien.

## Bevölkerungsentwicklung
| Jahr                       | 1962 | 1968 | 1975 | 1982 | 1990 | 1999 | 2006 | 2019 |
| Einwohner                  | 85   | 79   | 70   | 72   | 80   | 80   | 89   | 123  |
| Quellen: Cassini und INSEE |      |      |      |      |      |      |      |      |

## Sehenswürdigkeiten

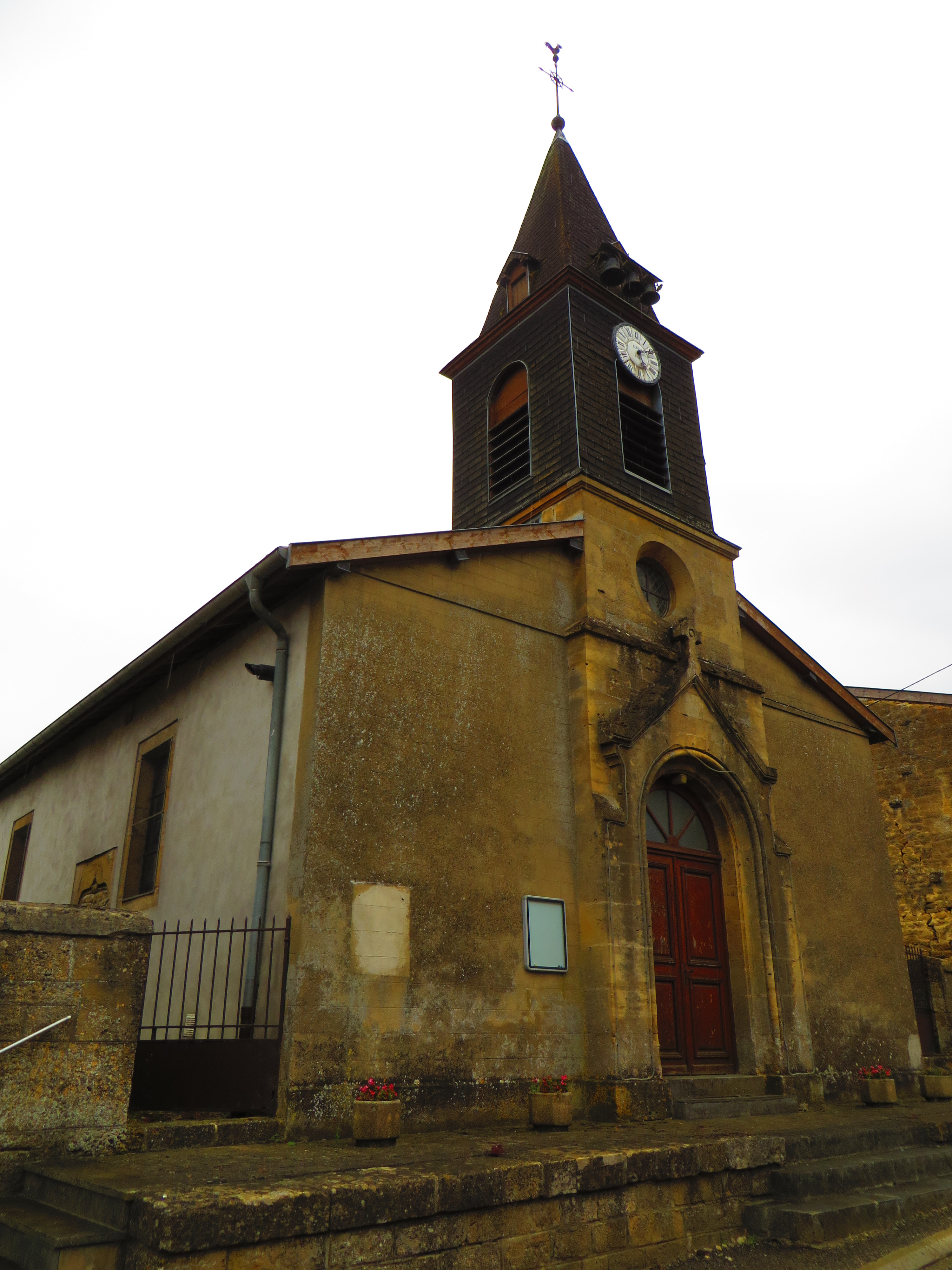
Kirche Saint-Jean-l’Évangéliste

- Kirche Saint-Jean-l’Évangéliste